# Eclipse (schip, 2010)

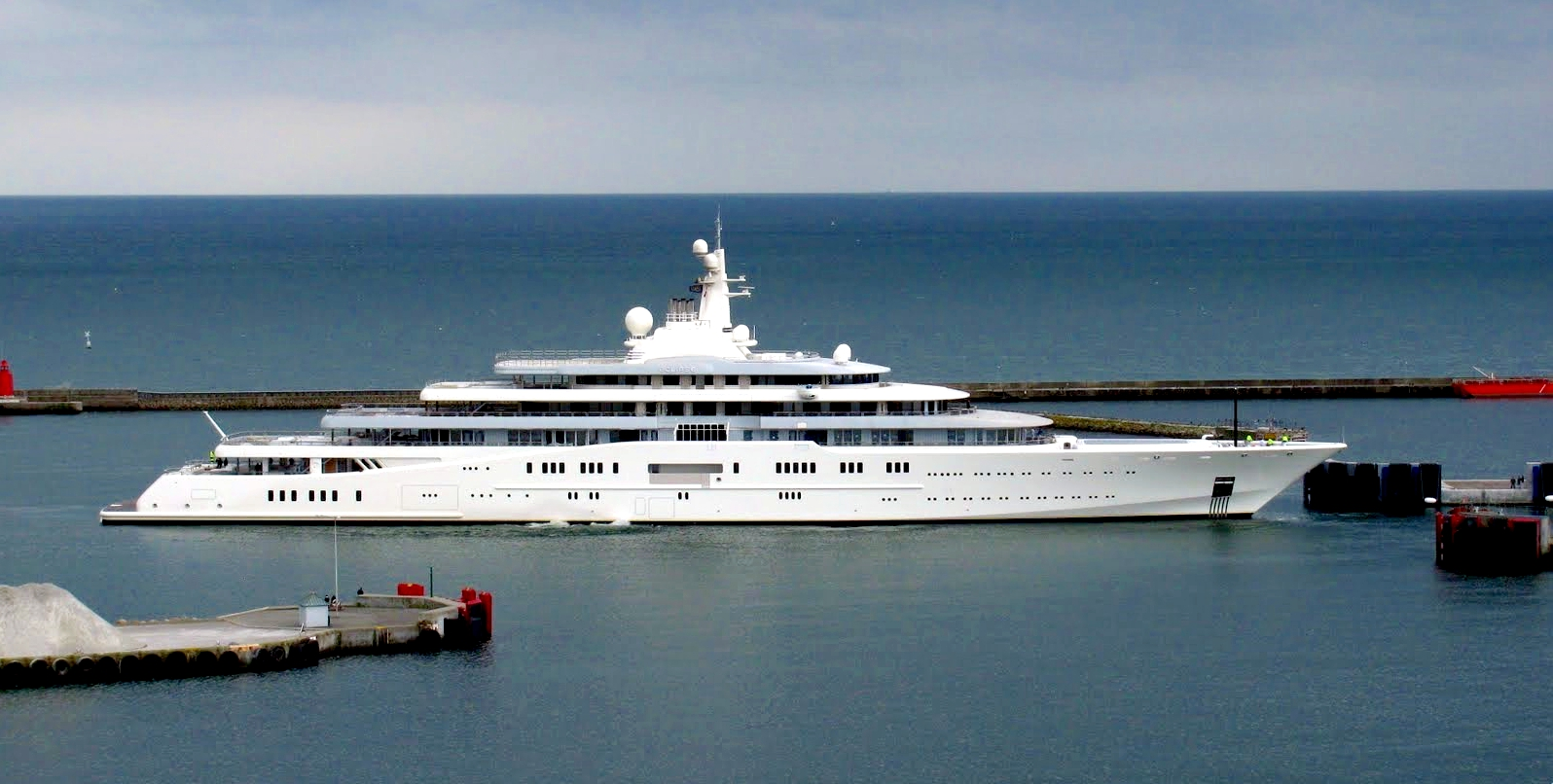

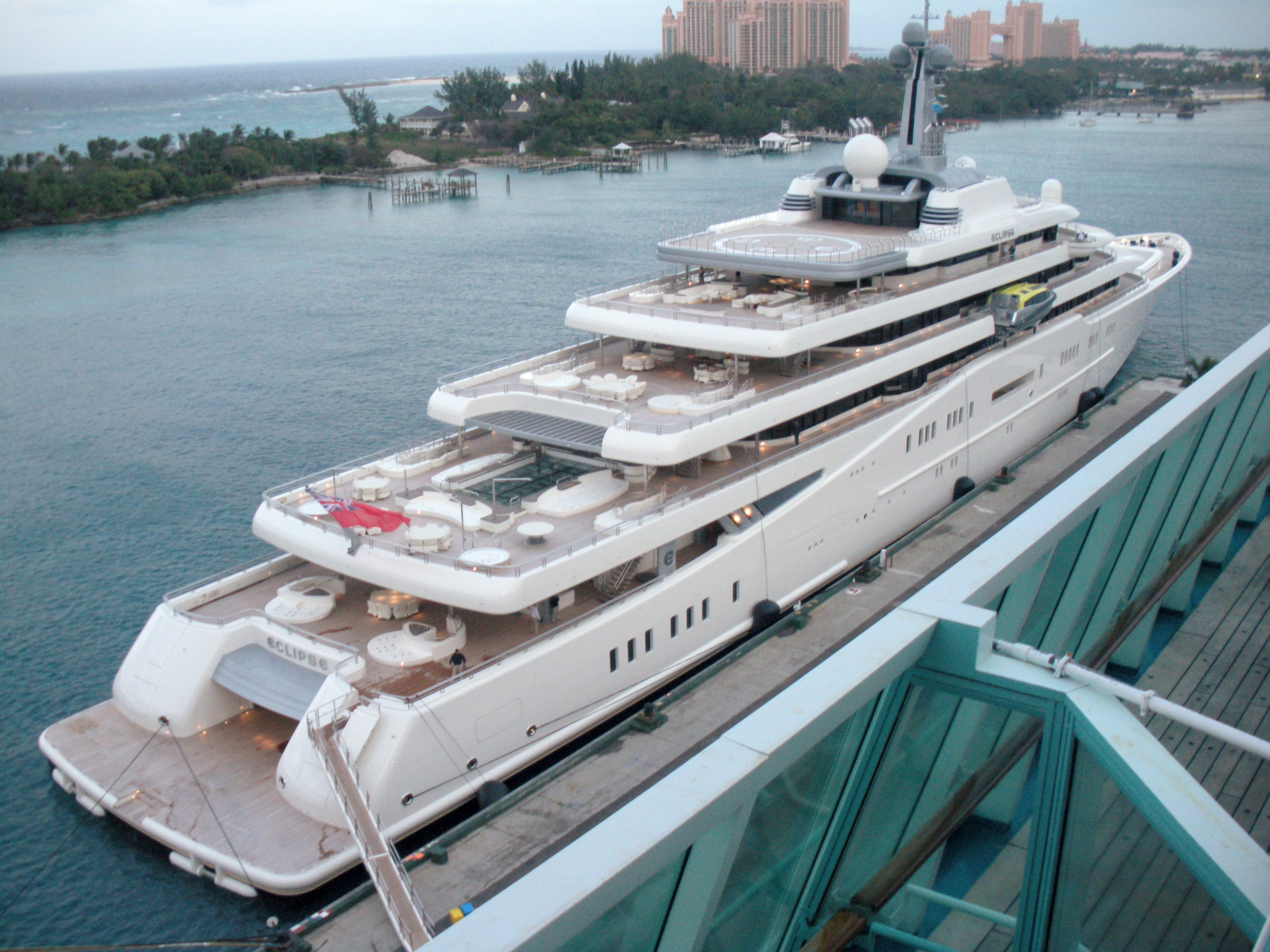

Eclipse is het jacht van de Russische multimiljardair Roman Abramovitsj. Het jacht werd gebouwd door Blohm + Voss, een in Hamburg, Duitsland gesitueerde scheepswerf en werd afgeleverd op 9 december 2010.
Het was op dat moment het grootste jacht ter wereld met zijn 162,5 meter. Momenteel is het grootste jacht ter wereld M/Y Azzam met 180 meter. De kostprijs van Eclipse wordt geschat op €340 miljoen.

## Uitrusting
Het jacht is bijzonder extravagant uitgerust.
Zo heeft het twee zwembaden aan boord waarvan er een is van 16 meter lang en uitgerust met een verstelbare bodem zodat deze kan worden omgevormd tot dansvloer.
Er zijn voorzieningen voor drie helikopters, een duikboot voor drie personen en nog eens drie dinghies (kleiner bootje gebruikt om voorraden of passagiers van de wal naar het schip te voeren en omgekeerd).
Verder is een disco, filmzaal, kapper en restaurant om de 36 gasten die in 18 cabines aan boord kunnen verblijven te entertainen. De bediening van de gasten en het onderhoud aan het schip wordt verzorgd door 60 tot 70 bemanningsleden.
De master suite en brug worden over de gehele lengte beschermd door kogelvrij glas en er zijn geruchten dat het schip is uitgerust met een rakettenafweersysteem en een anti-paparazzi lasersysteem dat de elektronische lichtsensor van digitale camera's kan waarnemen waarop het een lichtstraal uitstuurt welke de foto's overbelichten en dus nutteloos maken.
Het maakt tevens gebruik van een stabilisatiesysteem dat moet helpen om rollen en stampen tegen te gaan.

## Specificaties
M/Y Eclipse heeft volgende specificaties:
- Vlaggenstaat: Bermuda
- Classificatie maatschappij: Lloyd's Register
- IMO: 1009613
- Call Sign: ZCDX4
- Lengte over alles: 162,50 meter
- Breedte over alles: 22,50 meter
- Maximum diepgang: 5,90 meter
- Tonnage: 13.000 ton
- Constructie romp: staal
- Constructie accommodatie: aluminium
- Motoren: 4
- Brandstof: diesel
- Propulsie: Triple Screw
- Maximumsnelheid: 25 knopen (=46,30 km/u)
- Kruissnelheid: 22 knopen (=40,74 km/u)